# Minong (hrabstwo Washburn)
Minong – wieś w Stanach Zjednoczonych, w stanie Wisconsin, w hrabstwie Washburn.